# 高岡駅
高岡駅（たかおかえき）は、富山県高岡市下関町にある、あいの風とやま鉄道・西日本旅客鉄道（JR西日本）の駅である。
本項目では、万葉線の高岡駅停留場（たかおかえきていりゅうじょう）についても記載する。

## 乗り入れ路線
あいの風とやま鉄道とJR西日本の高岡駅には、あいの風とやま鉄道のあいの風とやま鉄道線、JR西日本の城端線・氷見線がそれぞれ乗り入れている。城端線・氷見線はともに当駅が起点であり、JR西日本としての所属線は城端線である。あいの風とやま鉄道線は元々はJR西日本の北陸本線の一部であったが、2015年（平成27年）3月14日の北陸新幹線長野駅 - 金沢駅間延伸開業に伴い、あいの風とやま鉄道へ移管された。これに伴い、在来線構内はJR西日本の在来線である城端線・氷見線も含め、あいの風とやま鉄道の管轄となった。
万葉線の高岡駅停留場には当停留場を起点とする万葉線（高岡軌道線）が乗り入れる。なお旅客上は「万葉線」と案内される。

## 歴史

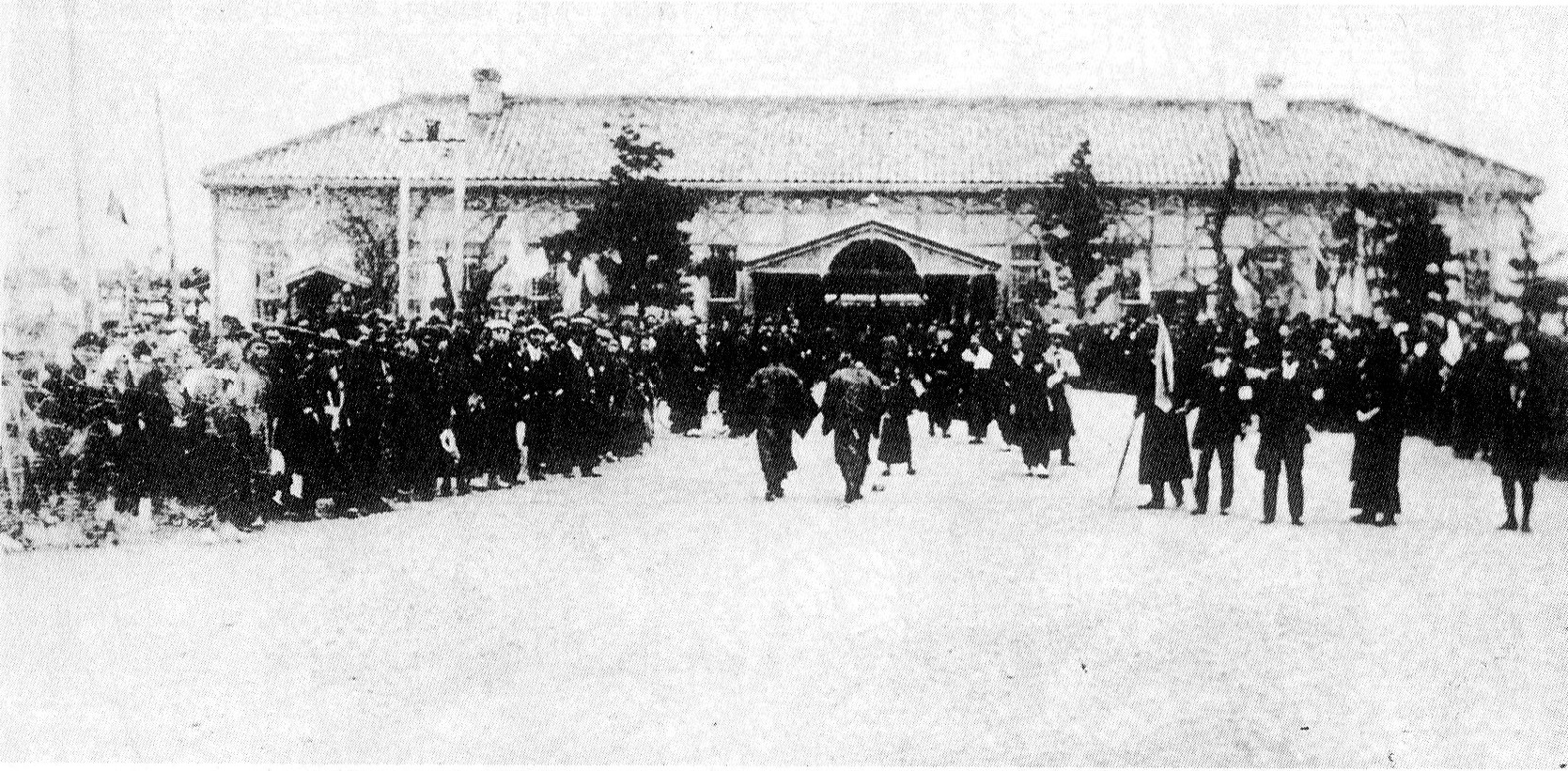
1898年（明治31年）開業当時の高岡駅

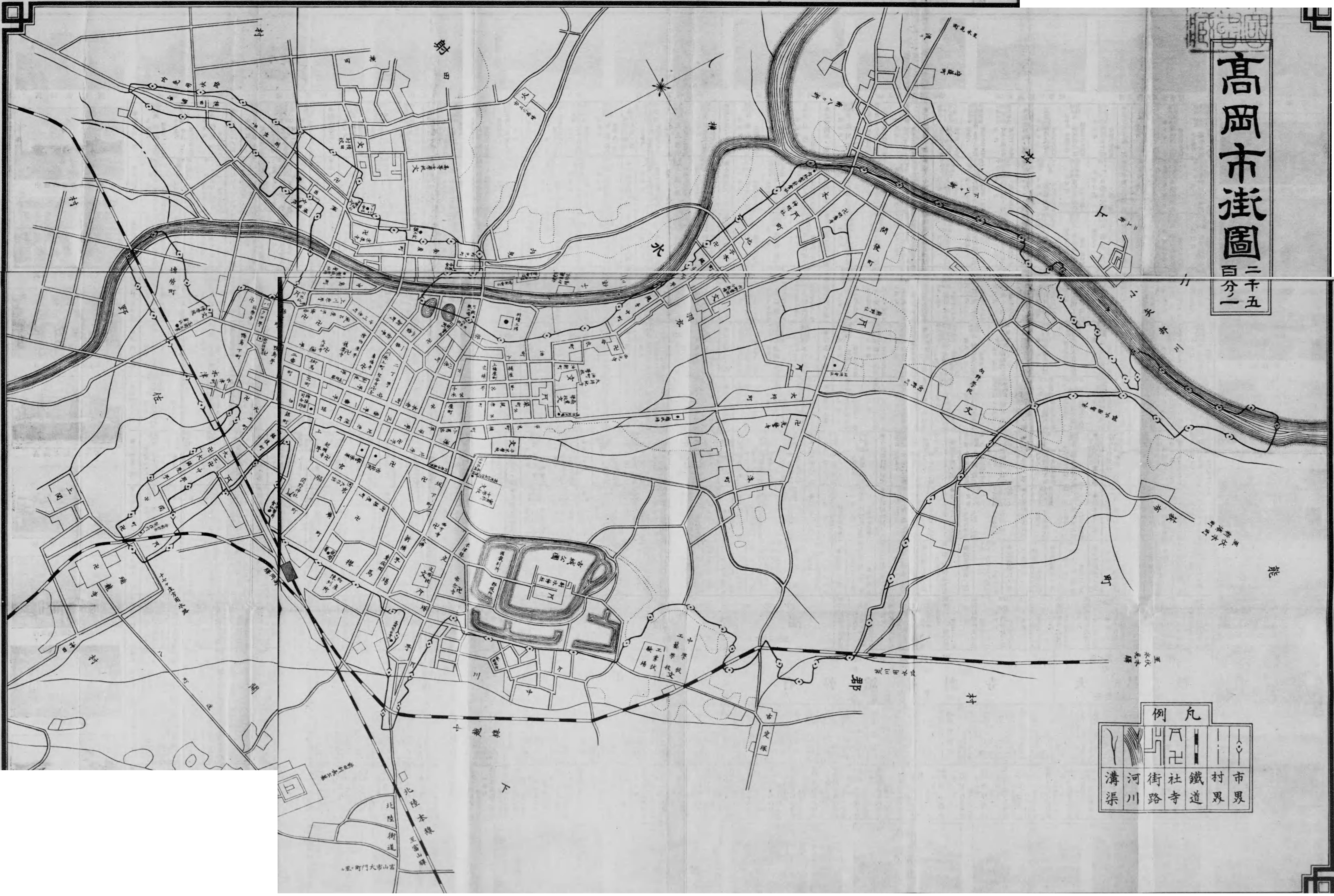
大正年間の当駅周辺の状況を示した地図

### 年表

#### 国鉄・JR西日本・あいの風とやま鉄道
- 1897年（明治30年）11月17日：中越鉄道線高岡 - 黒田仮停車場間が竣工する[7]。
- 1898年（明治31年）
  - 1月2日：中越鉄道高岡 - 黒田仮停車場間の延伸開業に伴い、中越鉄道の駅として開業する[7][8]。同時に黒田仮停車場を廃止する[7]。そもそも中越鉄道線は、1896年（明治29年）6月6日に官設鉄道高岡駅建設予定地であった博労町地内（現在の高岡市立博労小学校附近）において起工式を挙行し、同地点を起点として建設されたのであるが[7]、1896年（明治29年）7月から8月にかけての庄川および千保川の大洪水によって損害を受けたため、官設鉄道高岡駅の建設予定地を変更することとなった[9]。また、当時の博労町においては同地に駅が敷設されることに対して、町の発展の妨害になるとして反対する声も根強かったといわれるが、[9]典型的な「鉄道忌避伝説」なので疑わしい。中越鉄道は鉄道作業局の建設予定地変更の意向に合せて高岡駅への建設工事を中断し、黒田仮停車場において一時的に開業することとなった[7][9]。その後、官設鉄道高岡駅の建設予定地が改めて射水郡下関村地内になることが決定したため、黒田仮停車場 - 高岡間は遅れて開業することとなったのである[9]。開業当時の下関村は畑地や笹原が多く、人家は少ない地帯であったという[9]。
  - 5月1日：中越鉄道が高岡 - 伏木間鉄道敷設免許を受ける[7]。
  - 11月1日：官設鉄道北陸線 金沢駅 - 当駅間延伸開業に伴い、官設鉄道の駅が開設（一般駅）[10][11]。
- 1899年（明治32年）3月20日：官設鉄道北陸線 当駅 - 富山駅間延伸開業に伴い、当駅が同線の途中駅となる[12]。
- 1900年（明治33年）
  - 12月13日：中越鉄道線当駅 - 伏木間が竣工する[7]。
  - 12月26日：中越鉄道が当駅 - 伏木間の運輸営業免許を受ける[7]。
  - 12月29日：中越鉄道伏木 - 当駅間延伸開業[7][13]。
- 1909年（明治42年）
  - 4月1日：中越鉄道が鉄道院総裁と官設高岡駅共同使用契約を締結する[7]。
  - 4月5日：中越鉄道高岡駅を廃止し、官設高岡駅の共同使用を開始する[7]。
  - 10月12日：国有鉄道線路名称制定により北陸本線の駅となる[14]。高岡駅は北陸本線の所属駅となる[14]。
- 1920年（大正9年）9月1日：中越鉄道が国有化され、伏木駅 - 城端駅間が国有鉄道中越線となる[15]。当駅は国有鉄道単独駅となる[15]。
- 1942年（昭和17年）8月1日：当駅を境に中越線の線路名称を改定[16]。伏木駅 - 当駅間は氷見線に編入され、当駅 - 城端駅間は城端線に改称[16]。
- 1947年（昭和22年）10月30日：富山県内に昭和天皇の戦後巡幸。金沢駅発、高岡駅着のお召し列車が運行[17]。
- 1949年（昭和24年）6月1日：日本国有鉄道法施行に伴い、高岡駅が日本国有鉄道（国鉄）に継承[18]。

整備事業前の高岡駅前

整備事業後の高岡駅前

- 1961年（昭和36年）7月：駅前広場を整備し、また駅前ビルを建設する[19]。
- 1963年（昭和38年）
  - 9月15日：新高岡停留場を駅前広場に移転、路線長を0.1km短縮[20]。
  - 9月27日：北陸本線高岡 - 越中大門間が複線化[21]。
  - 10月：高岡市が株式会社鉄道会館に民衆駅建設調査を委託する[19]。
  - 12月：高岡市が民衆駅設置事務局を開設し、民衆駅建設計画立案業務を開始する[19]。
- 1964年（昭和39年）
  - 1月：高岡民衆駅建設推進委員会が設置され、民衆駅内開業予定の商業施設名を「高岡ステーションビル」と決定する[19]。
  - 8月24日：当駅含む金沢駅 - 富山操車場（現在の富山貨物駅）間が交流電化する[21]。これに合せてホーム、跨線橋などを改築する[19]。
- 1965年（昭和40年）
  - 6月：高岡民衆駅建設が国鉄の承認を受ける[19]。
  - 9月：高岡民衆駅建設に着工する[19]。
  - 8月25日：北陸本線千保川信号場（廃止済） - 当駅間が複線化[21]。
- 1966年（昭和41年）
  - 11月12日：新駅舎での駅業務を開始する[22]。
  - 12月1日：駅舎が竣工し、竣工式を挙行する[19]。地上3階に合せて地下1階を有し、1階に国鉄関係、2階に銘産品店等63店、3階に食堂街、地下1階に食品店および喫茶店など28店が入居する民衆駅であった[23]。
- 1967年（昭和42年）10月16日：駅前地下道が開通する[24]。
- 1969年（昭和44年）
  - 11月30日：駅前地下道が完成する[19]。
  - 12月：「高岡ステーションビル」と「高岡駅前地下街」が開業[25]。
- 1974年（昭和49年）10月1日：営業範囲を改正し、旅客、荷物および車扱貨物を取扱う駅となる[26]。
- 1981年（昭和56年）9月26日：駅前の大伴家持像（高岡市内では2体目）の除幕式を挙行[27]。
- 1983年（昭和58年）3月1日：城端線全線において列車集中制御装置 (CTC) の使用を開始する[28]。
- 1986年（昭和61年）11月1日：営業範囲を改正し、車扱貨物の取扱を廃する[29]。また、荷物の取扱は爾後新聞紙のみとなる[29]。
- 1987年（昭和62年）4月1日：国鉄分割民営化に伴い、西日本旅客鉄道（JR西日本）の駅となる[30]。
- 1991年（平成3年）11月1日：南口駅舎が着工[31]。
- 1992年（平成4年）5月24日：南口駅舎（鉄骨平屋建て、建物面積182m2）が開設[32][31]。
- 1999年（平成11年）
  - 5月7日：北陸新幹線新駅設置問題をめぐり、高岡にて地元経済界による「現駅併設高岡市民会議」が発足し、北陸新幹線の当駅乗入れを訴える[33]。
  - 7月12日：第4回高岡市新幹線問題懇話会において高岡市長（当時）の佐藤孝志が、北陸新幹線の当駅乗入れを断念する旨を表明する[34]。
  - 7月14日：高岡市商工会議所が北陸新幹線の当駅乗入れを断念することを表明する[35]。
- 2000年（平成12年）7月25日：高岡駅周辺整備計画策定委員会が、当駅駅舎を橋上駅となし南北を自由通路を以て接続する計画をまとめ、連続立体交差化を断念する[36]。
- 2002年（平成14年）10月8日：高岡市が高岡駅周辺整備事業中間報告において高岡ステーションビルの取毀し、橋上駅及び歩行者専用南北自由通路の建設、万葉線の駅構内乗入れ等の具体案を公表する[37]。

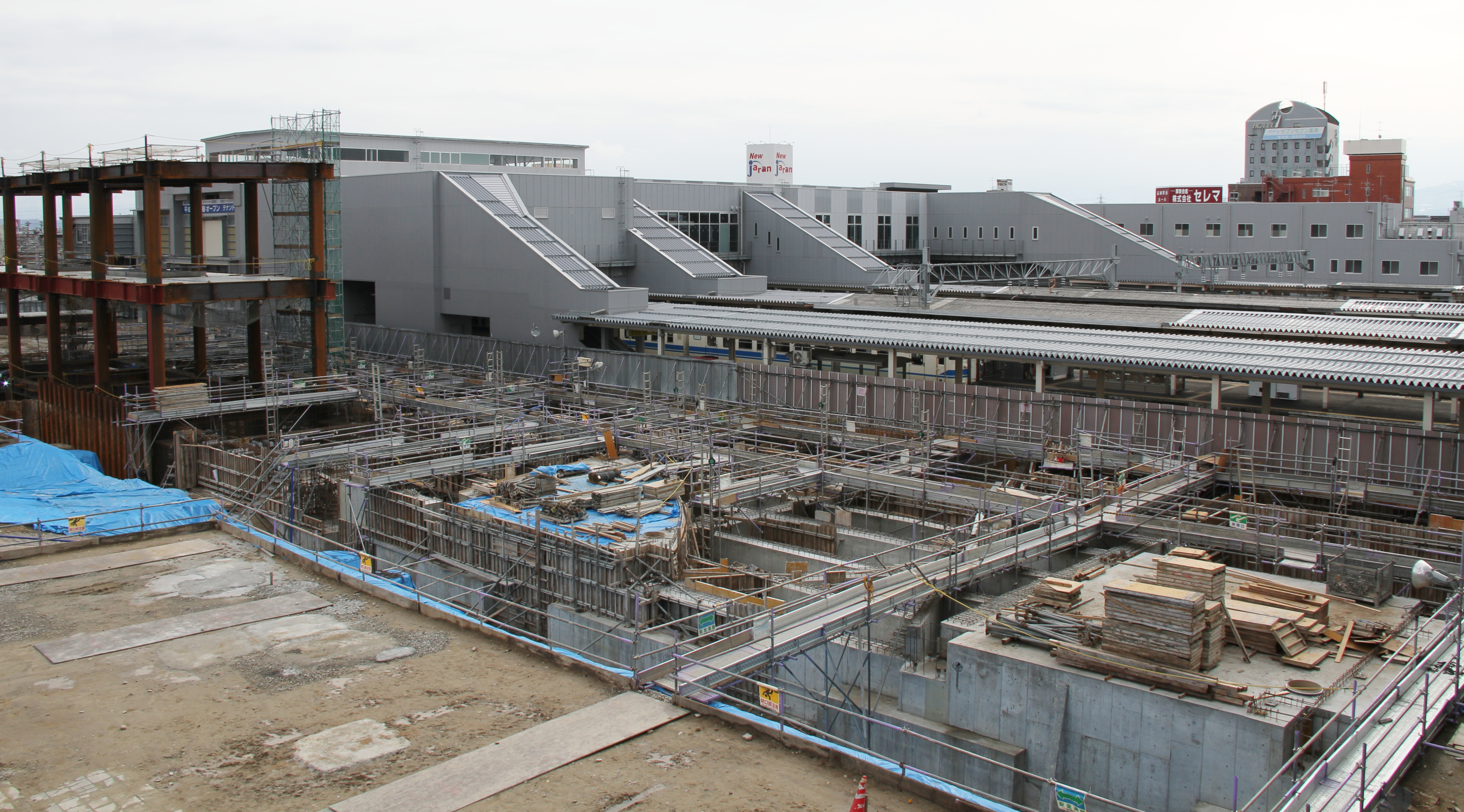
工事中の古城公園口（2012年12月）

- 2005年（平成17年）3月1日：おりんの演奏による発車メロディ「越の高岡」の使用を開始する[38]。
- 2007年（平成19年）10月13日：JR高岡駅の橋上化工事開始[39][40]。
- 2009年（平成21年）12月12日：当駅橋上駅化事業第一段階たる南北連絡通路が竣工し、同月13日より南口仮駅舎の供用を開始する[41]。
- 2011年（平成23年）
  - 8月28日：橋上駅舎完成・供用開始[40]。
  - 12月31日：「高岡ステーションビル」と「高岡駅前地下街」の営業を終了[25][42]。
- 2014年（平成26年）
  - 3月29日：高岡駅ステーションビル「Curun TAKAOKA」開業[43]。
  - 6月1日：高岡駅地下街の全面供用を開始[44]。
- 2015年（平成27年）
  - 3月7日：新接近メロディを採用。
  - 3月14日：北陸新幹線長野駅 - 金沢駅間延伸開業に伴い、当駅含む北陸本線倶利伽羅駅 - 市振駅間があいの風とやま鉄道に移管[45]。あいの風とやま鉄道管轄によるJR西日本との共同使用駅となる。同時にJRの所属線を城端線に変更。
  - 3月26日：あいの風とやま鉄道の駅でICカード「ICOCA」供用開始[46]。
- 2016年（平成28年）2月27日：ICOCA対応の自動改札機を導入[47]。
- 2017年（平成29年）
  - 3月13日：あいの風とやま鉄道標準放送導入に伴い、新接近メロディ「ふるさとの空verB」を導入する[48][49]。
  - 4月15日：城端線の当駅 - 新高岡駅間において交通系ICカード「ICOCA」の利用が可能になる[50]。

#### 富山地方鉄道・加越能鉄道・万葉線
- 1944年（昭和19年）
  - 3月3日：富山地方鉄道が高岡駅前 - 新湊間および米島口 - 伏木港間の軌道敷設特許を申請する[51]。
  - 11月5日：富山地方鉄道が高岡駅前 - 新湊間および米島口 - 伏木港間の軌道敷設特許を受ける[51][52]。

- 1948年（昭和23年）

昭和30年代の高岡軌道線

  - 4月5日：富山地方鉄道高岡軌道線地鉄高岡 - 伏木港間が竣工する[51]。
  - 4月10日：富山地方鉄道高岡軌道線地鉄高岡 - 伏木港間開業[51][53][54]。地鉄高岡停留場（ちてつたかおかていりゅうじょう）が開設[55][56]。
- 1951年（昭和26年）
  - 4月1日：高岡軌道線米島口 - 新湊間の開業に伴い、地鉄高岡 - 西町間において直通運転を開始する[51]。
  - 4月30日：地鉄高岡駅の改築工事が竣工[51]。
- 1959年（昭和34年）4月1日：富山地方鉄道高岡軌道線地鉄高岡 - 伏木港間が加越能鉄道（現在の加越能バス）に譲渡[51]。地鉄高岡停留場を新高岡停留場（しんたかおかていりゅうじょう）に改称[56][57]。
- 1963年（昭和38年）9月15日：新高岡停留場を駅前広場に移転、路線長を0.1km短縮[20]。
- 1979年（昭和54年）：新高岡駅を高岡駅前停留場（たかおかえきまえていりゅうじょう）に改称[56]。
- 1980年（昭和55年）12月6日：加越能鉄道高岡軌道線に「万葉線」の愛称が付けられる[58]。
- 2002年（平成14年）4月1日：加越能鉄道高岡軌道線が万葉線に譲渡[58][53]。高岡駅前停留場も同社に継承[56]。
- 2014年[6]（平成26年）3月29日：万葉線高岡軌道線の高岡駅前停留場が移転し[59]、高岡駅停留場（たかおかえきていりゅうじょう）に改称[43][44]。

### 橋上化工事
2007年（平成19年）10月13日より、JR高岡駅の橋上化工事が開始された。駅舎橋上化のほか、氷見線ホームの移設、万葉線高岡駅前停留場の移設および2面化、高岡ステーションビルの建替などが行われた。2009年（平成21年）12月13日より、南口仮駅舎として新しい橋の部分供用が開始された。橋上駅は2011年（平成23年）8月28日に完成し、供用を開始した。自由通路は「万葉ロード」と命名され、これまでの北口・南口の呼称もそれぞれ「古城公園口」・「瑞龍寺口」と改められた。2014年（平成26年）3月29日に高岡駅ステーションビル「Curun TAKAOKA」 がオープンおよびペデストリアンデッキが完成し、同年6月1日に高岡駅地下街の全面供用が開始された。
なお、従来は駅の北側と南側を南北地下通路で結んでいたが、この橋上化に伴い「Curun TAKAOKA」開業と同時に地下通路は廃止され、現在は埋め戻されている。南北地下通路には、高岡市伏木出身の洋画家・鶴谷登製作の「高岡御車山まつり」のタイルアートが内壁に設置されていたが、「Curun TAKAOKA」地下街の整備によりこれは同地下街の広場に移設されている。

## 駅構造

### あいの風とやま鉄道・JR西日本
2015年3月14日の北陸新幹線開業による経営移管までは、西日本旅客鉄道（JR西日本）北陸本線（現・あいの風とやま鉄道線）が乗り入れており、同社の管轄であった。
橋上駅舎を有する地上駅で、のりばは4面7線である。通常は駅長室のある駅舎（駅本屋）側から番号を振るが、当駅では地上駅時代の駅本屋から最も遠い城端線のりばから番号が振られている。これは元来、高岡駅に最初に到達したのが中越鉄道線であった名残であるといわれている。
1 - 6番のりばへは跨線橋で連絡していたが、2010年（平成22年）8月23日より旧7番と8番ホームは廃止され、正面改札口前に単式の新7番ホームが供用開始されてからは氷見線専用ホームとなった。
改札口はかつては、直営の正面改札口のほかにも、跨線橋の南の突き当たりにジェイアール西日本金沢メンテックが業務を受託する南口改札が、北の突き当たりには委託職員による集改札業務のみの高岡ステーションデパート（駅ビル）改札が存在した。北側の駅ビル改札は高岡ステーションデパートの閉店と同時に廃止され、2011年（平成23年）8月28日より橋上駅舎の供用が開始されたため、以前の正面改札口ならびに南口改札も廃止され、橋上駅舎に新設された直営の1か所に集約された。
あいの風とやま鉄道の直営駅で、みどりの窓口・自動券売機が設置されている。IC専用の扉付き自動改札機は2016年（平成28年）2月27日に運用を開始した。JR管轄時代末期は富山地域鉄道部管轄の直営駅であった。
高岡駅の駅内待合所は「交通広場」と呼ばれている。

#### のりば
| 番線 | 路線                   | 方向       | 行先             | 備考                               |
| ---- | ---------------------- | ---------- | ---------------- | ---------------------------------- |
| 1    | ■ JR城端線             | ■ JR城端線 | 新高岡・城端方面 |                                    |
| 2    | ■ JR城端線             | ■ JR城端線 | 新高岡・城端方面 | 城端線からの直通列車               |
| 2    | ■ あいの風とやま鉄道線 | 下り       | 富山・魚津方面   | 城端線からの直通列車               |
| 3    | ■ あいの風とやま鉄道線 | 下り       | 富山・魚津方面   | あいの風とやま鉄道線下りは一部のみ |
| 3    | ■ あいの風とやま鉄道線 | 上り       | 金沢方面         | あいの風とやま鉄道線下りは一部のみ |
| 4    | ■ あいの風とやま鉄道線 | 上り       | 金沢方面         |                                    |
| 5    | ■ あいの風とやま鉄道線 | 下り       | 富山・魚津方面   |                                    |
| 6    | ■ あいの風とやま鉄道線 | 下り       | 富山・魚津方面   | 氷見線は一部のみ                   |
| 6    | ■ JR氷見線             | ■ JR氷見線 | 氷見方面         | 氷見線は一部のみ                   |
| 7    | ■ JR氷見線             | ■ JR氷見線 | 氷見方面         |                                    |

付記事項
- 1・2番のりば、3・4番のりば、5・6番のりばが同一平面上。なお、あいの風とやま鉄道線の上り（金沢方面）本線は4番のりば、下り（富山方面）本線は5番のりばである[67]。城端線の本線は1番のりば、氷見線の本線は7番のりば[66][67]。
- 3番のりばと6番のりばは、JR時代は特急の待避で多用されていた。3番のりばは富山方面への折返しにも使われている[71]。
- 夏季にはホームに銅器の風鈴が吊り下げられていたが[72]が、現在は当駅での吊り下げを取りやめ新高岡駅のみで実施している[73][74]。
- 構内にJR西日本北陸広域鉄道部高岡運転派出（旧・高岡鉄道部→富山地域鉄道部高岡運転派出）があり、城端線・氷見線を担当する運転士が所属しているほか、使用される車両が夜間滞泊している[62]。

#### 到着・発車メロディ
2017年（平成29年）3月13日から、あいの風とやま鉄道新旅客案内システム（駅自動放送）導入に伴い独自の到着メロディ・発車メロディが導入された。
- 到着メロディ
  - 「ふるさとの空（ラスト部）」（久石譲作曲） - 「富山県ふるさとの歌」として制作された曲[49]。
- 発車メロディ
  - 「越の高岡」 - 高岡市の伝統工芸・高岡銅器の「おりん」を使ったメロディ[注 3][49][78]。

なお、新旅客案内システム導入以前は、北陸本線主要駅標準の詳細自動放送の文面であり、列車発車時には「越の高岡」が流れていた。

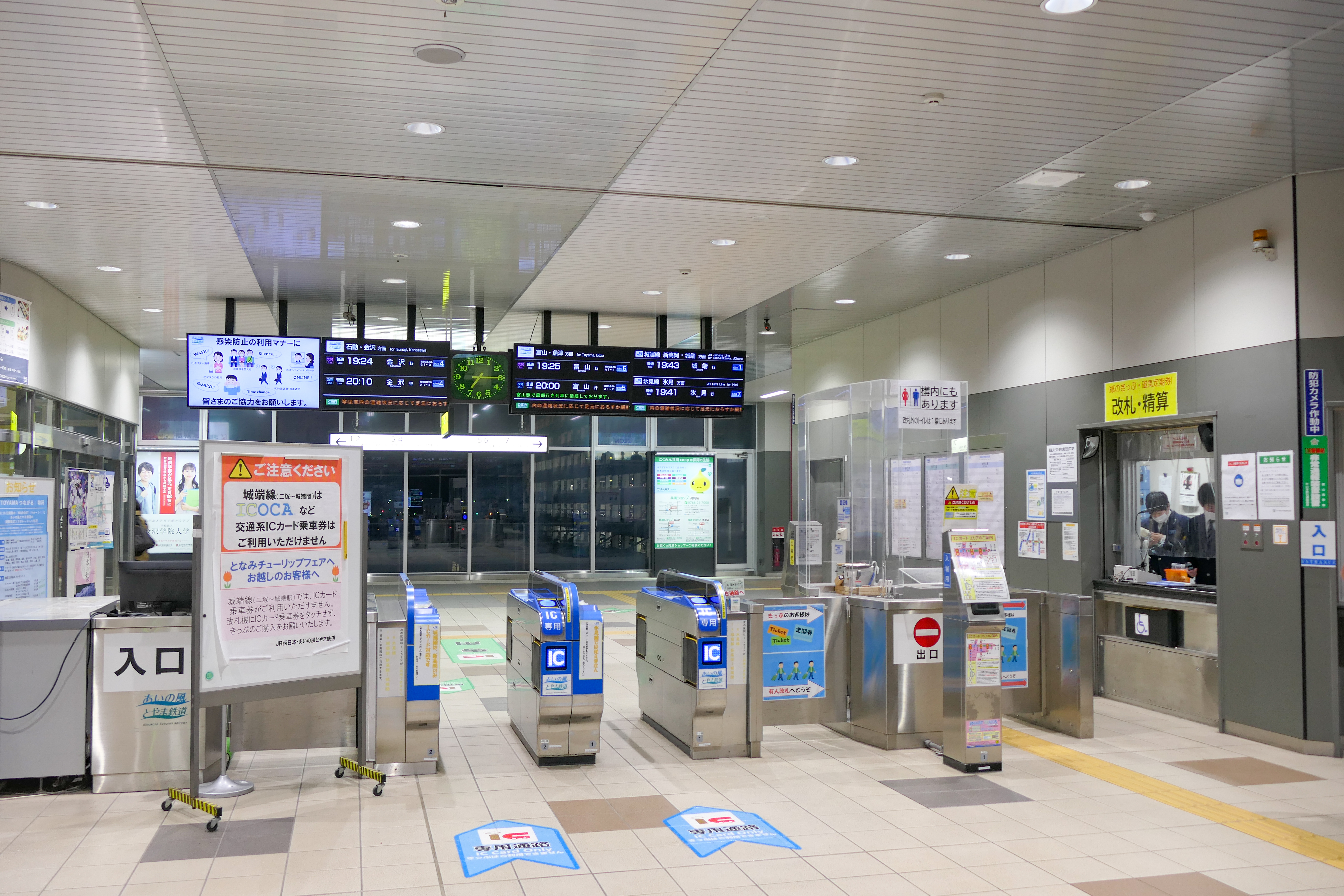
改札口（2022年5月）
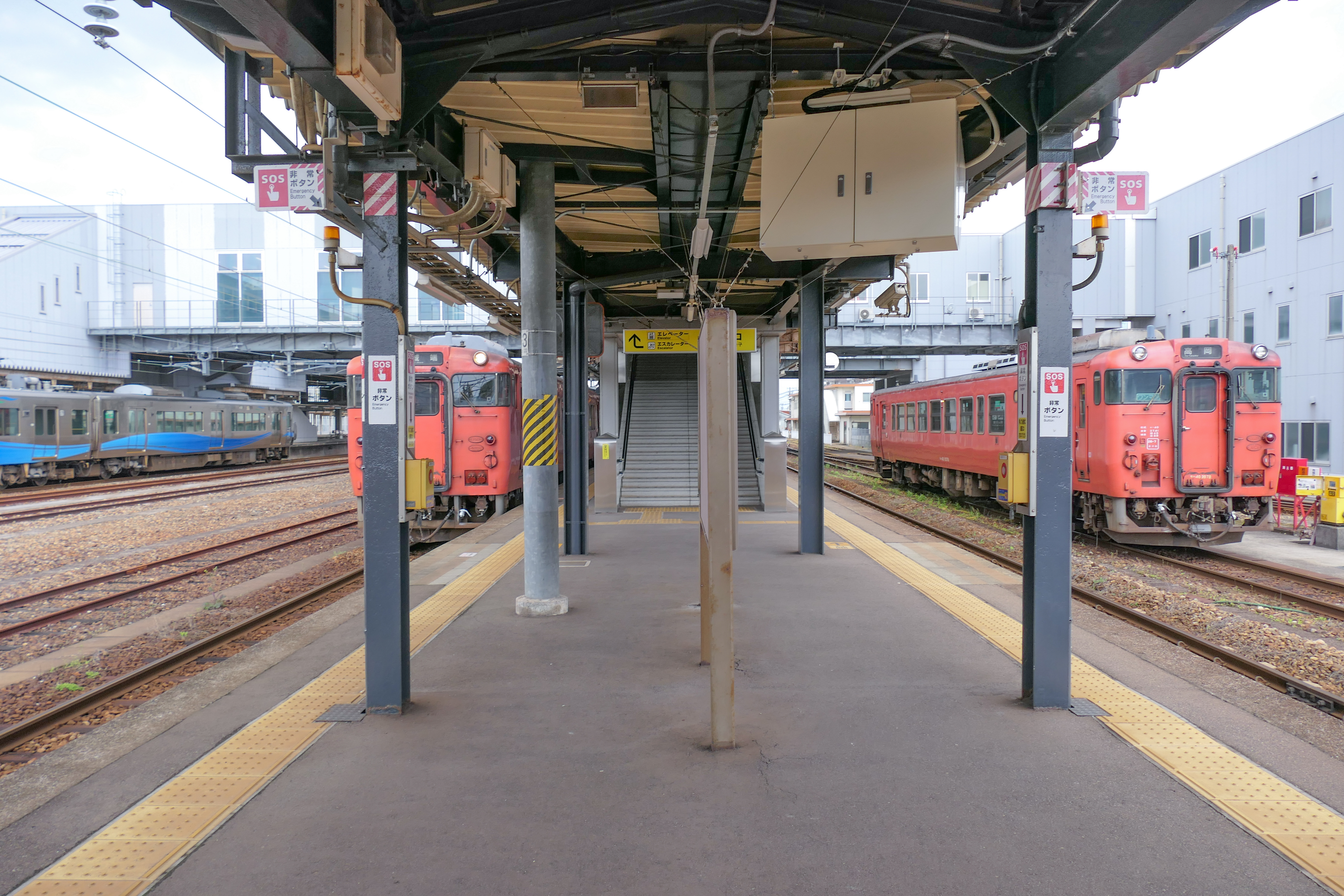
1・2番線ホーム（2022年5月）
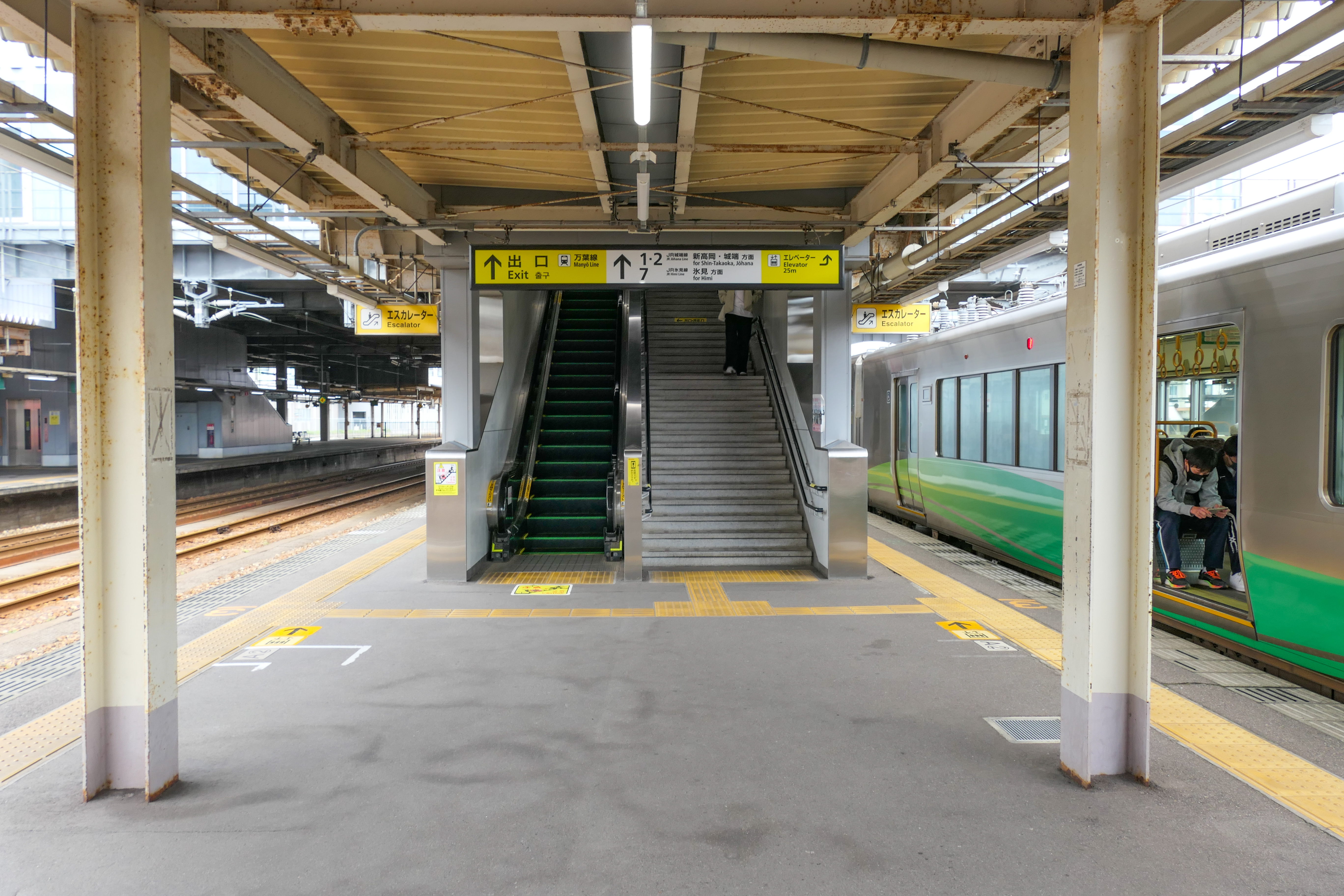
3・4番線ホーム（2022年5月）
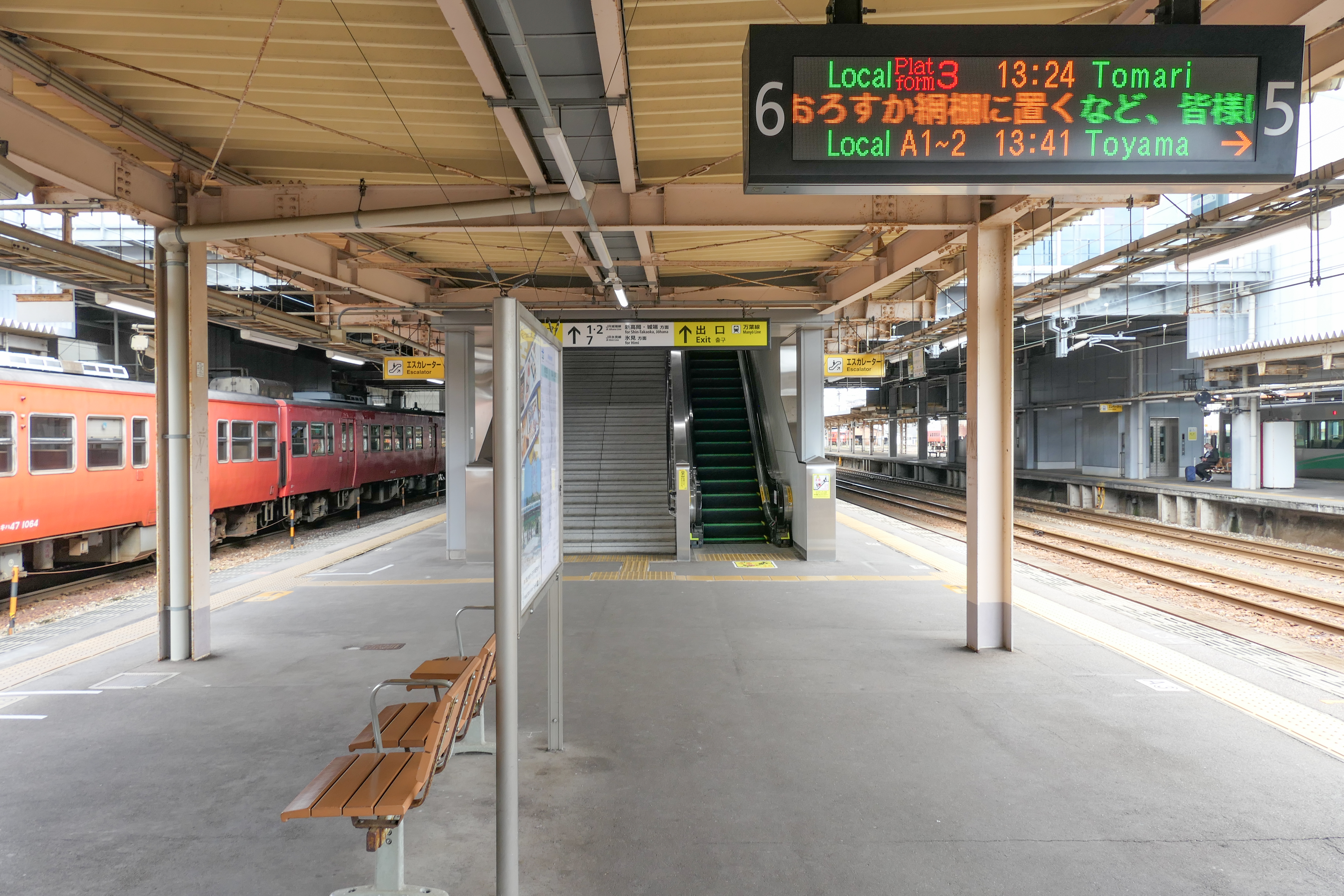
5・6番線ホーム（2022年5月）
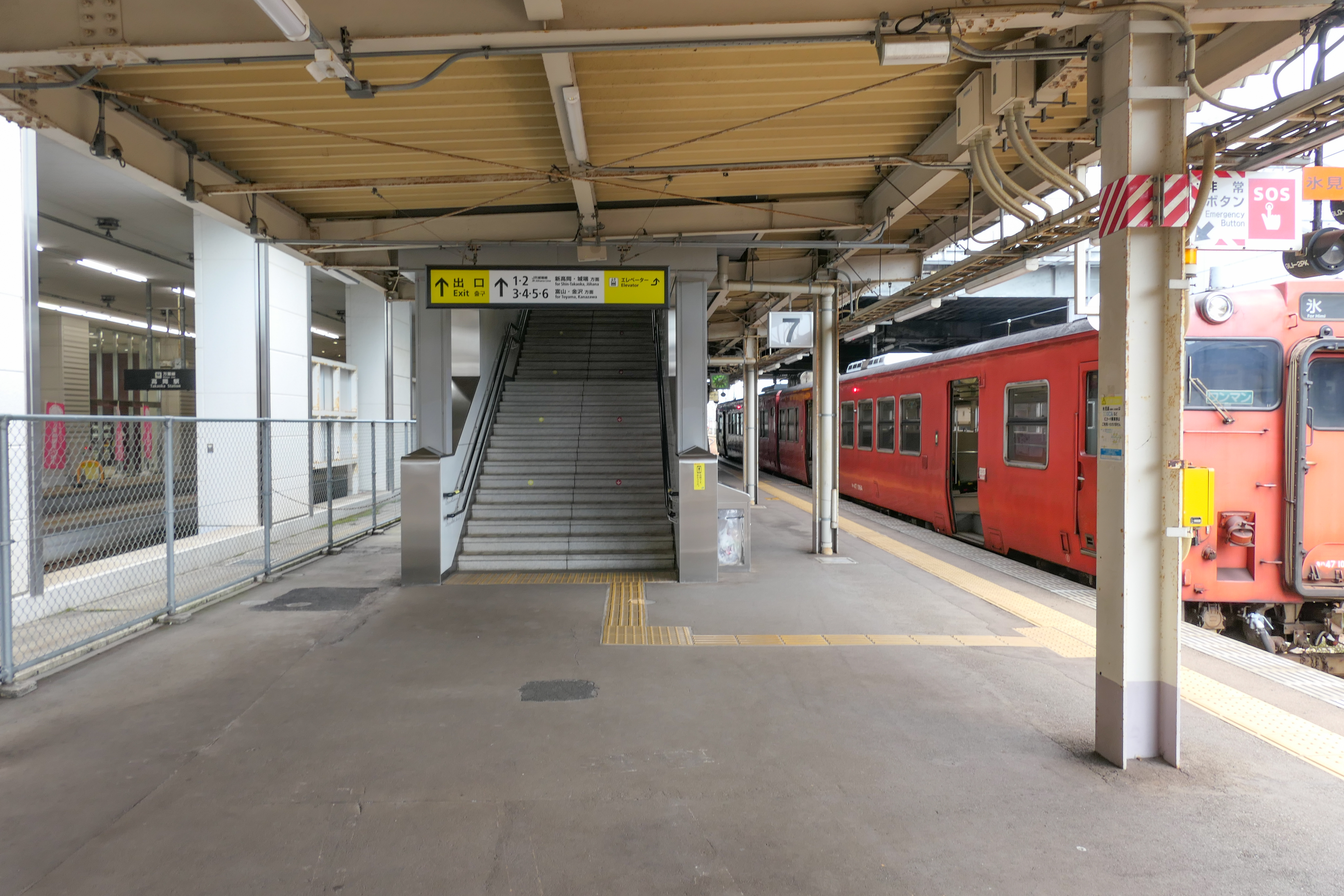
7番線ホーム（2022年5月）
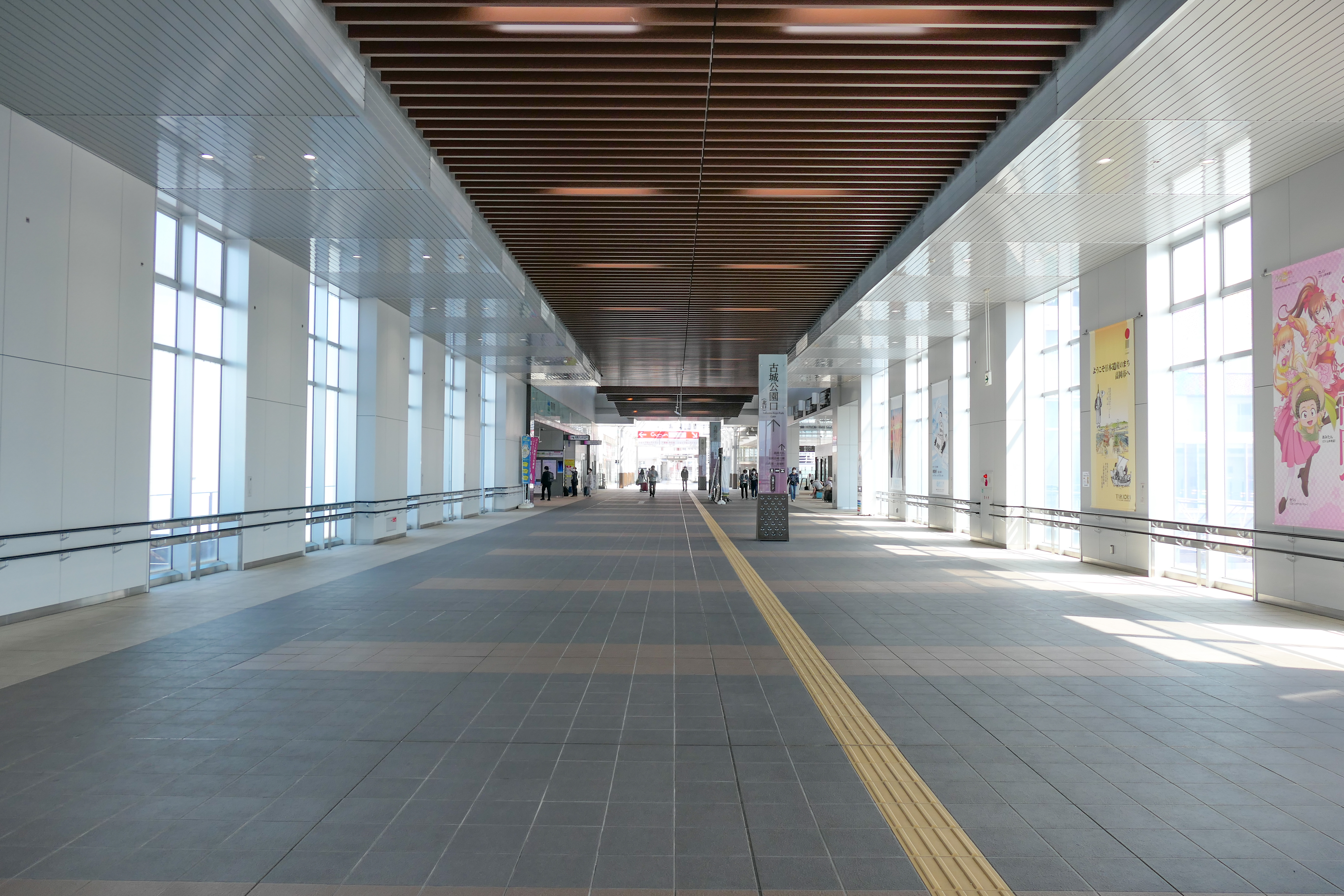
構内の自由通路「万葉ロード」（2022年5月）
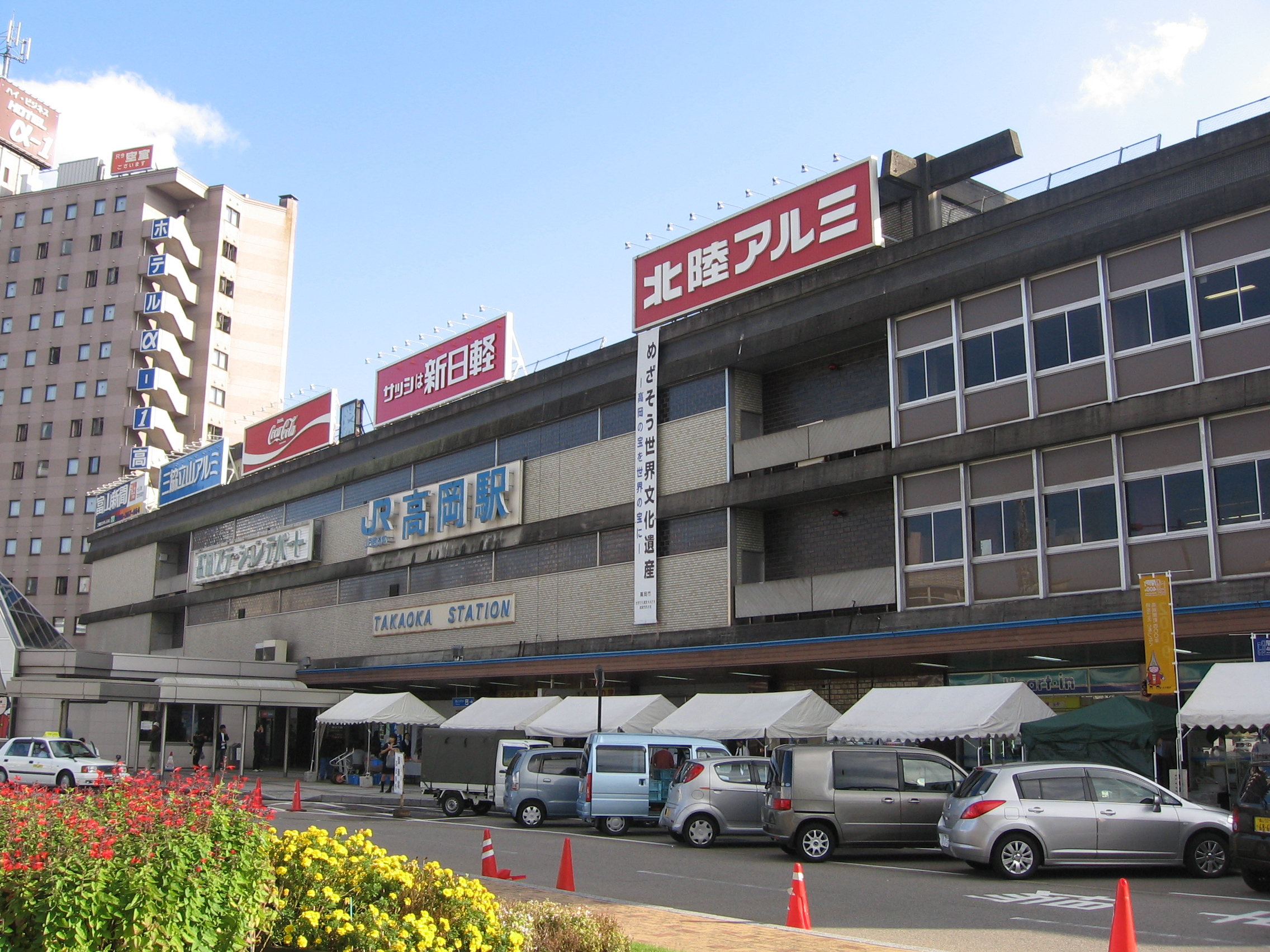
旧北口（現古城公園口）駅舎（2008年11月）
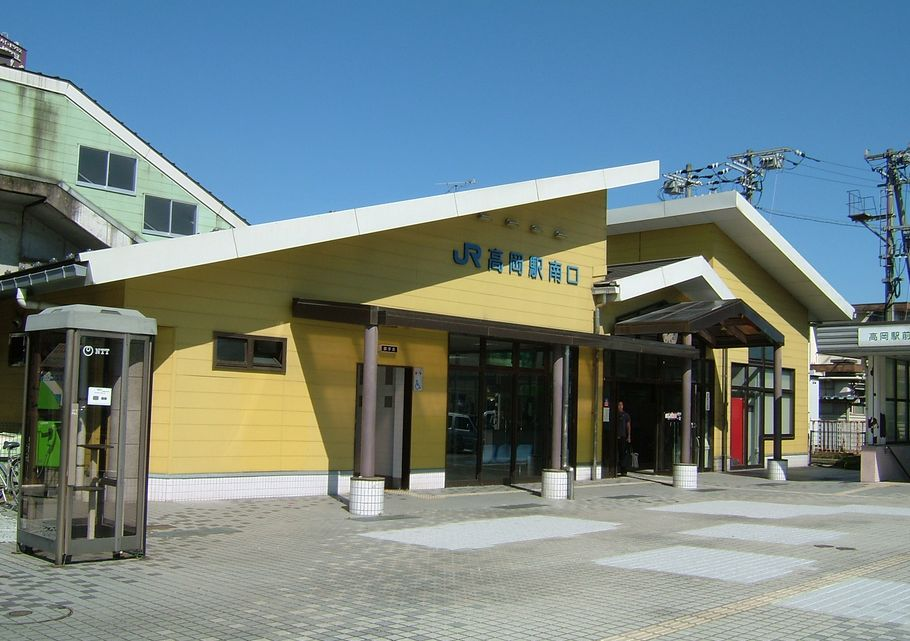
2009年（平成21年）12月まで使用されていた南口（現瑞龍寺口）駅舎（2007年10月）
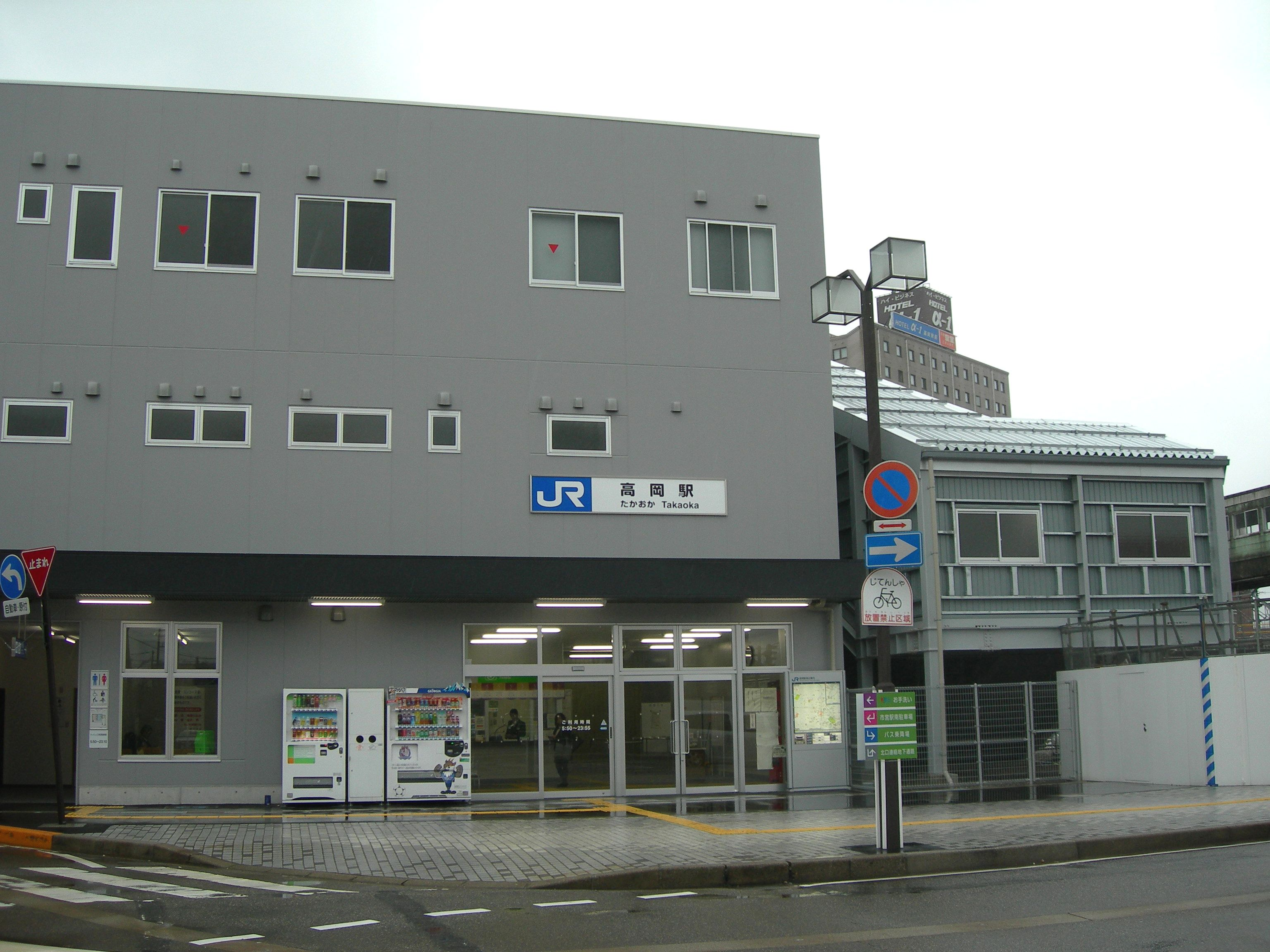
旧南口仮駅舎（2010年3月）

### 万葉線
頭端式ホーム2面2線を有し、駅ビル「Curun TAKAOKA」1階にホーム・待合室がある。2014年（平成26年）3月29日に移転するまでは駅前に1面1線のホームが設置されていた。電車の発車時、JR西日本・あいの風とやま鉄道高岡駅と同じく、伝統工芸の高岡銅器のお鈴（おりん）を使った独自の発車メロディが流れるが、JR西日本・あいの風とやま鉄道高岡駅の曲とは異なる。

#### のりば
| のりば | 路線                   | 行先           |
| ------ | ---------------------- | -------------- |
| 1      | 降車専用ホーム         | 降車専用ホーム |
| 2・3   | ■ 万葉線（高岡軌道線） | 越ノ潟ゆき     |

- 1・2番のりばは同一の線路を使用する。2・3番のりばが同一平面上。

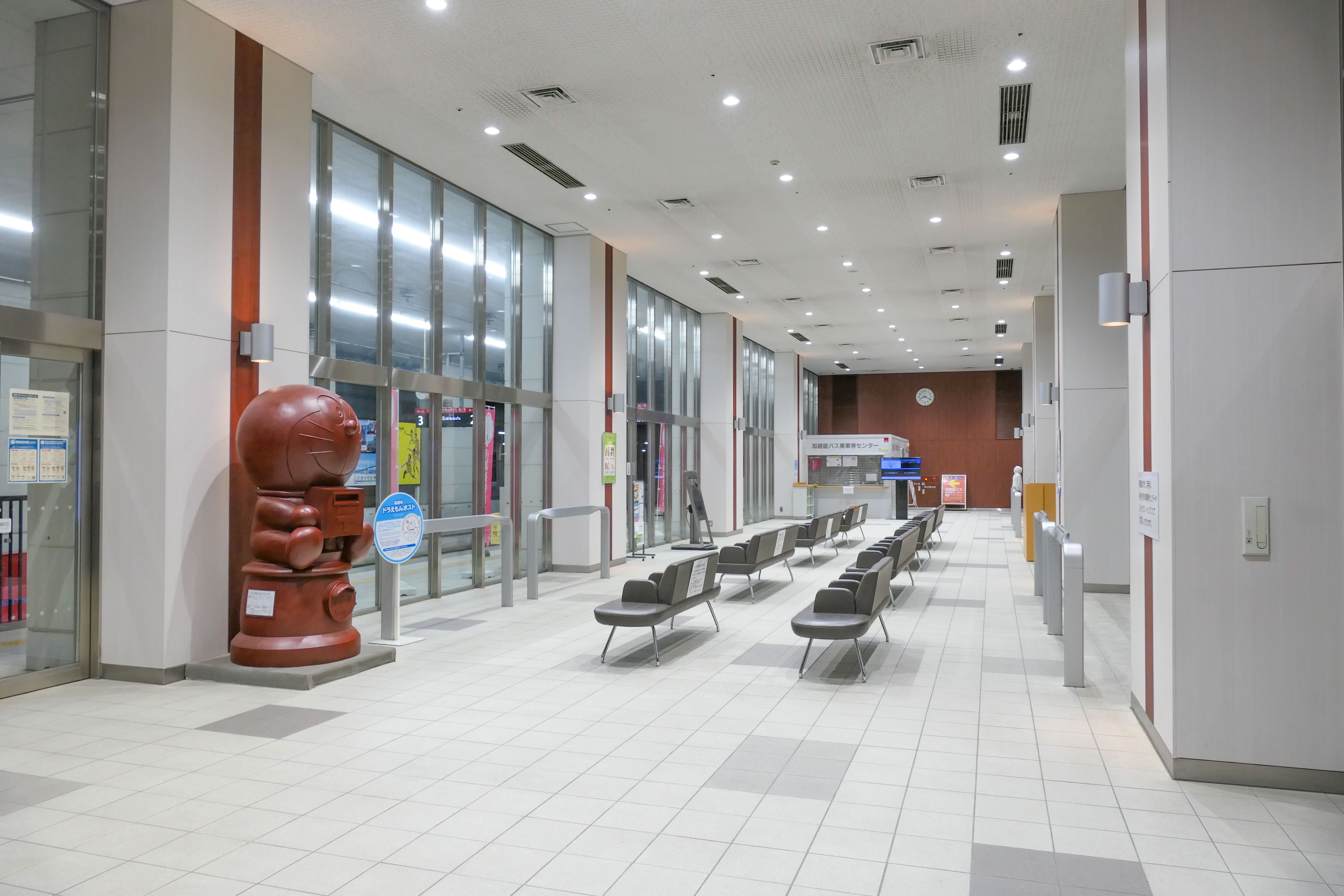
待合室。移設前のドラえもんポストが写っている（2022年5月）
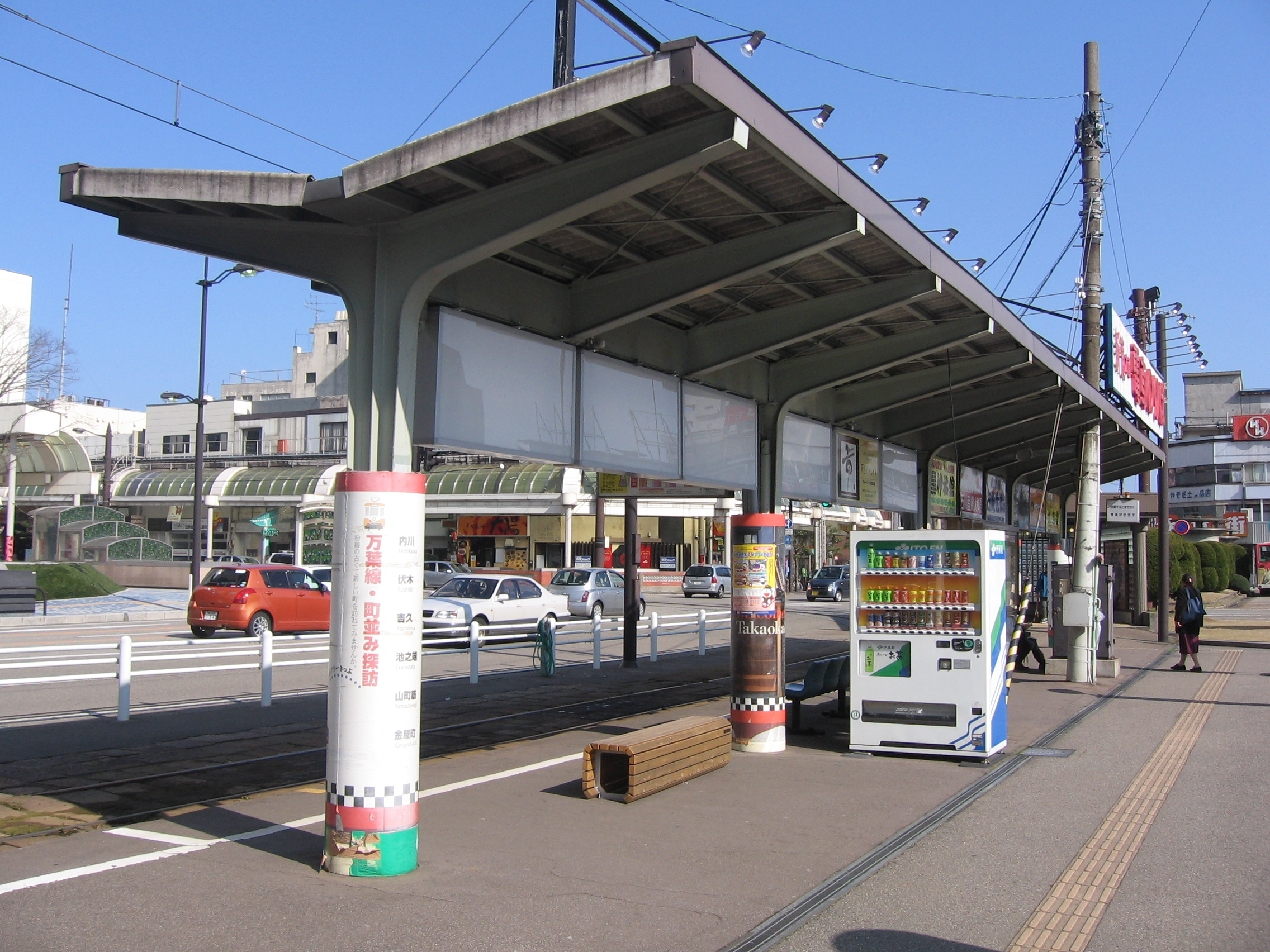
旧ホーム（2009年2月）
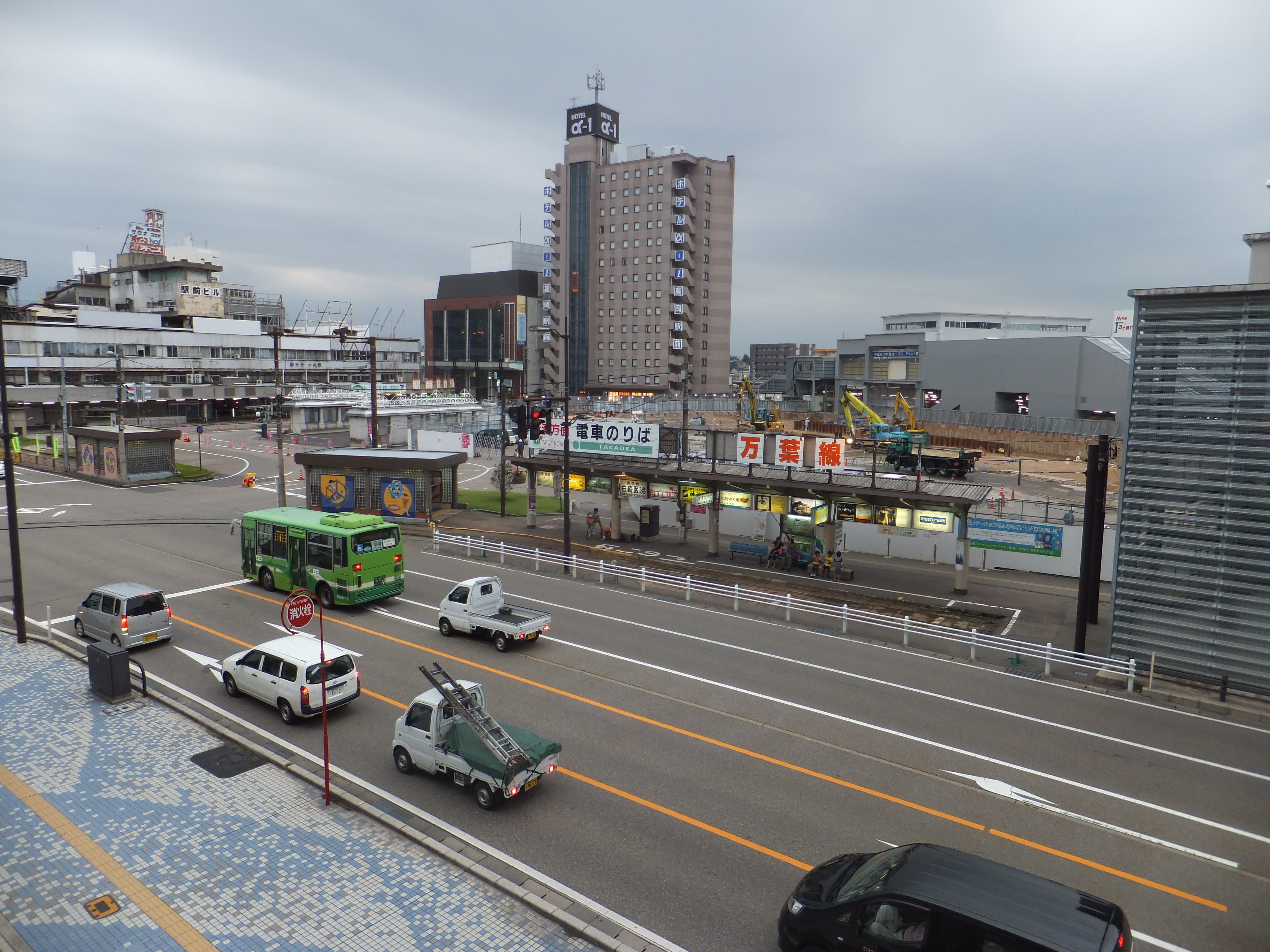
旧ホーム全景（2012年9月）

### ドラえもんポスト
駅構内には高岡銅器製の「高岡市ドラえもんポスト」が設置されている。ポストに投函された郵便物には記念消印が押印される。
このポストは高岡市出身の藤子・F・不二雄生誕80周年を記念して2013年（平成25年）制作され高岡市美術館に設置されていたが、翌2014年（平成26年）3月29日に万葉線側の待合室（交通広場）内へ移設された。その後2024年（令和6年）10月16日に、「より気軽に利用し親しんでいただく」ため、2階改札前に再移設されている。

## 貨物取扱

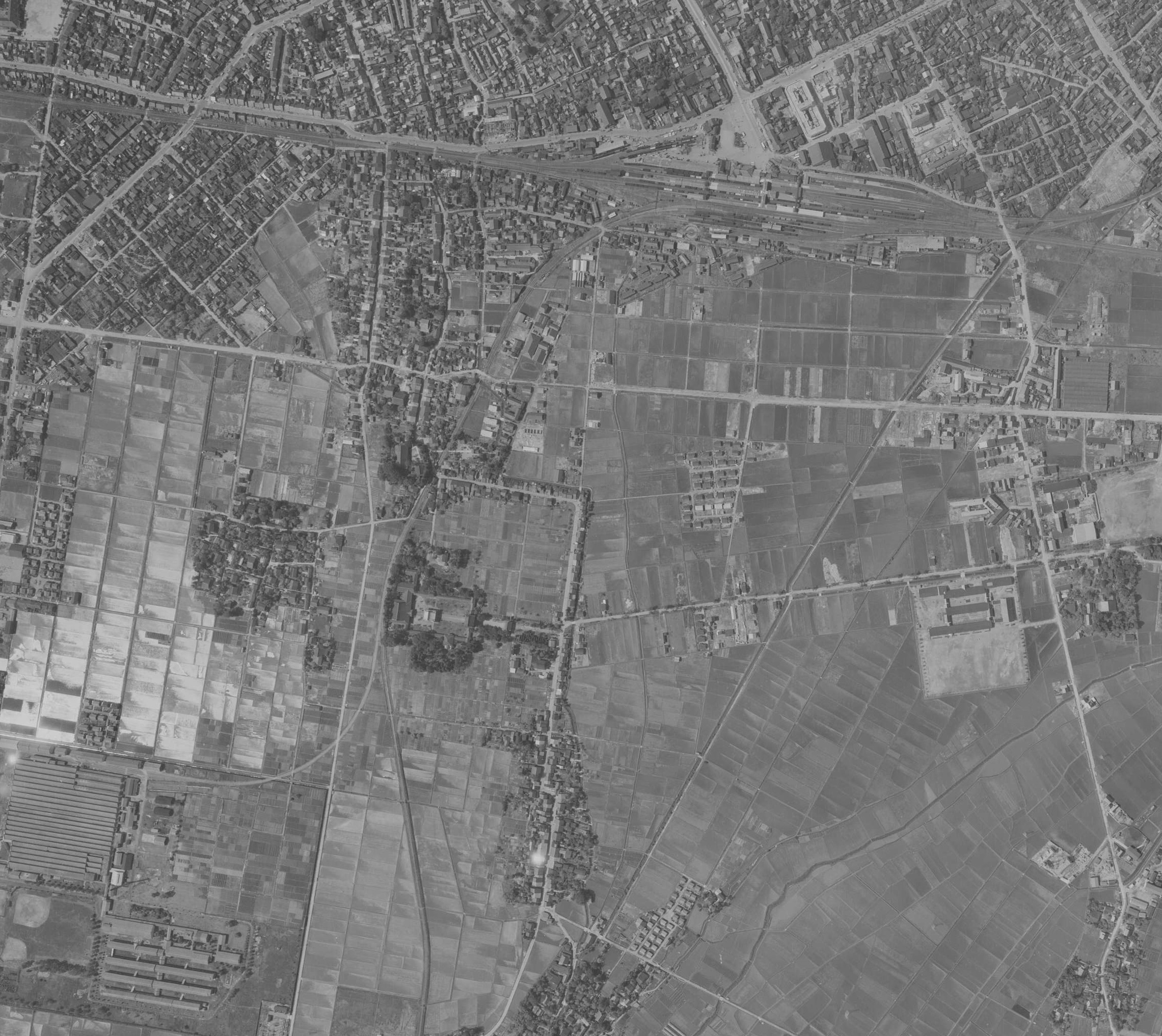
昭和36年当時の高岡駅周辺航空写真

当駅における貨物取扱は、1986年（昭和61年）11月1日に廃止された。
かつては、夜の列車だけ、「貨物列車　富山貨物行きになります。」という珍しい放送も
存在した。
1953年（昭和28年）10月10日付『鉄道公報』第1254号通報専用線一覧別表掲載中、当駅接続の専用線は次の通りであった。
- 鐘淵紡績線（第三者使用：日本通運、動力：国鉄機関車、作業粁程：1.5粁（第1積卸場）、1.4粁（第2積卸場）、1.7粁（直通）、備考：当駅 - 二塚間より分岐）
- 荻布建材工場線（動力：国鉄機関車及び手押、作業粁程：0.1粁）

1967年（昭和42年）7月1日時点における当駅接続の専用線は以下の通りであった。
- 鐘淵紡績線（第三者使用：日本通運、動力：国鉄機関車、作業粁程：1.5粁、備考：当駅 - 二塚間より分岐）
- 荻布建材工場線（第三者使用：岩谷産業、動力：国鉄機関車及び手押、作業粁程：0.1粁）

1970年（昭和45年）10月1日時点における当駅接続の専用線は以下の通りであった。
- 荻布建材工場線（真荷主：岩谷産業、動力：国鉄機関車及び手押、作業粁程：0.1粁、総延長粁程：0.1粁)

## 駅弁
かつては宮嶋商店という駅弁業者が駅弁の販売を行っていたが、1990年代後半に廃業し、1998年頃からは源が駅弁を取り扱っていたが、2019年6月23日をもって高岡駅での駅弁の販売は終了した。
過去に販売されていた主な駅弁は下記の通り。
- 三色ちらし弁当
- ますのすし小箱
- ぶりのすし小箱
- ますとぶり小箱
- つるぎ
- ますのすし小丸
- 富山味づくし
- ますのすし（一重）
- ぶりのすし
- 特選ますのすし
- ますのすし（二重）

## 利用状況
- JR西日本 - 2019年度の1日平均乗車人員は3,488人である[88]。
- あいの風とやま鉄道 - 2019年度の1日平均乗車人員は4,752人である[注 2][88]。
- 万葉線 - 2019年度の1日平均乗降人員は1,167人である。

「富山県統計年鑑」及び「高岡市統計書」によると、当駅の1日平均乗車人員は以下の通り。
| 年度               | JR西日本         | あいの風とやま鉄道 | あいの風とやま鉄道 |
| 年度               | 1日平均 乗車人員 | 1日平均乗車人員    | 1日平均乗車人員    |
| 年度               | 1日平均 乗車人員 | JR乗り換え 含まず  | JR乗り換え 含む    |
| ------------------ | ---------------- | ------------------ | ------------------ |
| 1995年（平成07年） | 10,977           | 未 開 業           | 未 開 業           |
| 1996年（平成08年） | 10,856           | 未 開 業           | 未 開 業           |
| 1997年（平成09年） | 10,320           | 未 開 業           | 未 開 業           |
| 1998年（平成10年） | 9,817            | 未 開 業           | 未 開 業           |
| 1999年（平成11年） | 9,447            | 未 開 業           | 未 開 業           |
| 2000年（平成12年） | 9,209            | 未 開 業           | 未 開 業           |
| 2001年（平成13年） | 8,937            | 未 開 業           | 未 開 業           |
| 2002年（平成14年） | 8,671            | 未 開 業           | 未 開 業           |
| 2003年（平成15年） | 8,405            | 未 開 業           | 未 開 業           |
| 2004年（平成16年） | 8,320            | 未 開 業           | 未 開 業           |
| 2005年（平成17年） | 8,188            | 未 開 業           | 未 開 業           |
| 2006年（平成18年） | 8,107            | 未 開 業           | 未 開 業           |
| 2007年（平成19年） | 7,938            | 未 開 業           | 未 開 業           |
| 2008年（平成20年） | 7,863            | 未 開 業           | 未 開 業           |
| 2009年（平成21年） | 7,510            | 未 開 業           | 未 開 業           |
| 2010年（平成22年） | 7,464            | 未 開 業           | 未 開 業           |
| 2011年（平成23年） | 7,469            | 未 開 業           | 未 開 業           |
| 2012年（平成24年） | 7,506            | 未 開 業           | 未 開 業           |
| 2013年（平成25年） | 7,518            | 未 開 業           | 未 開 業           |
| 2014年（平成26年） | 7,119            | 6,218              |                    |
| 2015年（平成27年） | 3,361            | 4,906              | 6,529              |
| 2016年（平成28年） | 3,311            | 4,819              | 6,457              |
| 2017年（平成29年） | 3,297            | 4,926              | 6,544              |
| 2018年（平成30年） | 3,418            | 4,834              | 6,522              |
| 2019年（令和元年） | 3,488            | 4,752              | 6,441              |
| 2020年（令和02年） |                  |                    | 4,863              |

## 駅周辺

### 古城公園口
前述のとおり呼称が北口から古城公園口となった。
- ウイング・ウイング高岡 - 高岡市営中央駐車場を経由して連絡橋で行けるようになっている。
  - マンテンホテル駅前
  - 富山県立志貴野高等学校
  - 高岡市立中央図書館
- 高岡駅前商店街・地下街
- ソラエ高岡 - 接続通路により直結。
  - 富山県高岡看護専門学校
- 高岡古城公園
- 高岡大仏
- 射水神社
- 高岡市美術館
- ホテルアルファーワン
- 高岡市立高陵小学校 - 旧定塚小学校。
- 定塚ギャラリー - 藤子・F・不二雄生家跡。
- 高岡関野神社
- 高岡郵便局
- 高岡駅北口交流広場[61][95]
- アパホテル〈高岡駅前〉

### 瑞龍寺口
観光バスやツアーバスから転換した高速バスは、主に瑞龍寺口に乗り入れる。前述のとおり呼称が南口から瑞龍寺口となった。
- 瑞龍寺（国宝）
- 八丁道
- 前田利長公墓所
- 高岡市立下関小学校
- 高岡市立芳野中学校
- 富山県警察高岡運転免許更新センター
- 富山県立高岡武道館
- スマイルホテル高岡駅前

## バス路線

### 高岡駅前
古城公園口の駅前広場内にバスターミナルがあり、加越能バスおよび親会社の富山地方鉄道が運行する周辺各地への路線バスや、世界遺産「白川郷・五箇山の合掌造り集落」、東京・名古屋・和倉温泉方面への高速バスなどが発着している。このバスターミナルは人工デッキによって「Curun TAKAOKA」と接続している。また、「Curun TAKAOKA」1階に待合室と加越能バス乗車券センターがある。
かつては駅前広場の東にある「駅前ビル」内にバスターミナルがあった。「高岡駅（古城公園口）周辺整備事業」によって古城公園口周辺が閉鎖されることから、2012年（平成24年）1月に氷見線の旧7番、8番ホーム跡を整地した代替駅前広場に一旦移転し、その後駅前広場が完成すると2014年（平成26年）3月に現在の場所へ再移転した。
| のりば | 運行事業者                           | 路線・行先                                                                         | 備考 |
| ------ | ------------------------------------ | ---------------------------------------------------------------------------------- | ---- |
| 3      | 加越能バス                           | 国吉線 30：国吉                                                                    |      |
| 3      | 加越能バス                           | 南波岡線 31：南波岡                                                                |      |
| 3      | 加越能バス                           | 仏生寺経由氷見線 32：氷見市民病院                                                  |      |
| 3      | 加越能バス                           | 石堤循環線 35：石堤循環                                                            |      |
| 3      | 加越能バス                           | 高岡〜石動〜アウトレットパーク線 36：石動駅前 37：三井アウトレットパーク北陸小矢部 |      |
| 3      | 加越能バス                           | 高岡市内線 3系統 4系統                                                             |      |
| 4      | 加越能バス                           | 古府循環線 40：西回り伏木循環 41：東回り伏木循環                                   |      |
| 4      | 加越能バス                           | 伏木循環線 40：西回り伏木循環 45：矢田                                             |      |
| 4      | 加越能バス                           | 伏木経由氷見線 42：氷見市民病院                                                    |      |
| 4      | 加越能バス                           | 高岡ふしき病院経由氷見線 44：氷見市民病院                                          |      |
| 4      | 加越能バス                           | 新守山経由氷見線 46：氷見市民病院                                                  |      |
| 4      | 加越能バス                           | 脇線 47：脇                                                                        |      |
| 4      | 加越能バス                           | 富大高岡循環線 48：富大高岡キャンパス                                              |      |
| 5      | 加越能バス                           | 富山高専線：富山高等専門学校                                                       |      |
| 5      | 加越能バス                           | 高岡市内線1系統：ハローワーク高岡                                                  |      |
| 5      | 富山地方鉄道                         | 高岡線 10：富山駅前                                                                |      |
| 6      | 厚生連高岡病院バス                   | 厚生連高岡病院                                                                     |      |
| 7      | 加越能バス                           | 名鉄バスセンター                                                                   |      |
| 7      | 加越能バス                           | 世界遺産バス：白川郷                                                               |      |
| 7      | 加越能バス                           | わくライナー：和倉温泉                                                             |      |
| 7      | 富山地方鉄道 西武バス                | バスタ新宿                                                                         |      |
| 7      | 加越能バス イルカ交通 濃飛乗合自動車 | 高山濃飛バスセンター                                                               |      |

### 高岡駅南口
瑞龍寺口の駅前ロータリーにもバス停留所があり、新高岡駅方面への路線バスが発着している。また、東京方面への高速バスのうち、主にツアーバスから転換した路線がロータリー周辺に発着している。
| のりば     | 運行事業者                  | 路線・行先                                                                               | 備考 |
| ---------- | --------------------------- | ---------------------------------------------------------------------------------------- | ---- |
| 1          | 加越能バス                  | 高岡駅南口～新高岡駅線 10：新高岡駅                                                      |      |
| 1          | 加越能バス                  | 高岡駅南口～済生会病院線 10：済生会高岡病院                                              |      |
| 1          | 加越能バス                  | 中田町線 11：中田町                                                                      |      |
| 1          | 加越能バス                  | 新高岡駅経由庄川町線 20：庄川町                                                          |      |
| 1          | 加越能バス                  | 鐘紡町経由庄川町線 21：庄川町                                                            |      |
| 1          | 加越能バス                  | 砺波総合病院線 22：砺波総合病院                                                          |      |
| 1          | 加越能バス                  | 小牧線 23：小牧                                                                          |      |
| 1          | 加越能バス                  | 高岡法科大学線 24：高岡法科大学前                                                        |      |
| 1          | 加越能バス                  | 戸出東部小学校線 25：戸出東部小学校前                                                    |      |
| 3          | イルカ交通                  | きときとライナー：名古屋駅前                                                             |      |
| 中野ビル前 | 桜交通                      | さくら高速バス：バスタ新宿・二俣新町                                                     |      |
| 中野ビル前 | 千葉みらい観光バス 三栄交通 | KBライナー：バスタ新宿                                                                   |      |
| 中野ビル前 | 中日本ツアーバス            | 中日本ハイウェイバス：東京ディズニーランド・バスターミナル・ウエスト                     |      |
| 中野ビル前 | オー・ティー・ビー          | オリオンバス：バスタ新宿・東京駅鍛冶橋駐車場・東京ディズニーシー・バスターミナル・サウス |      |
| 駅南大通り | WILLER EXPRESS              | WILLER EXPRESS：成田空港                                                                 |      |
| 駅南大通り | 丸一観光                    | グリーンライナー：東京ディズニーシー・バスターミナル・サウス                             |      |
| 駅南大通り | 平成エンタープライズ        | VIPライナー：バスタ新宿・東京駅八重洲口・大宮駅西口                                      |      |

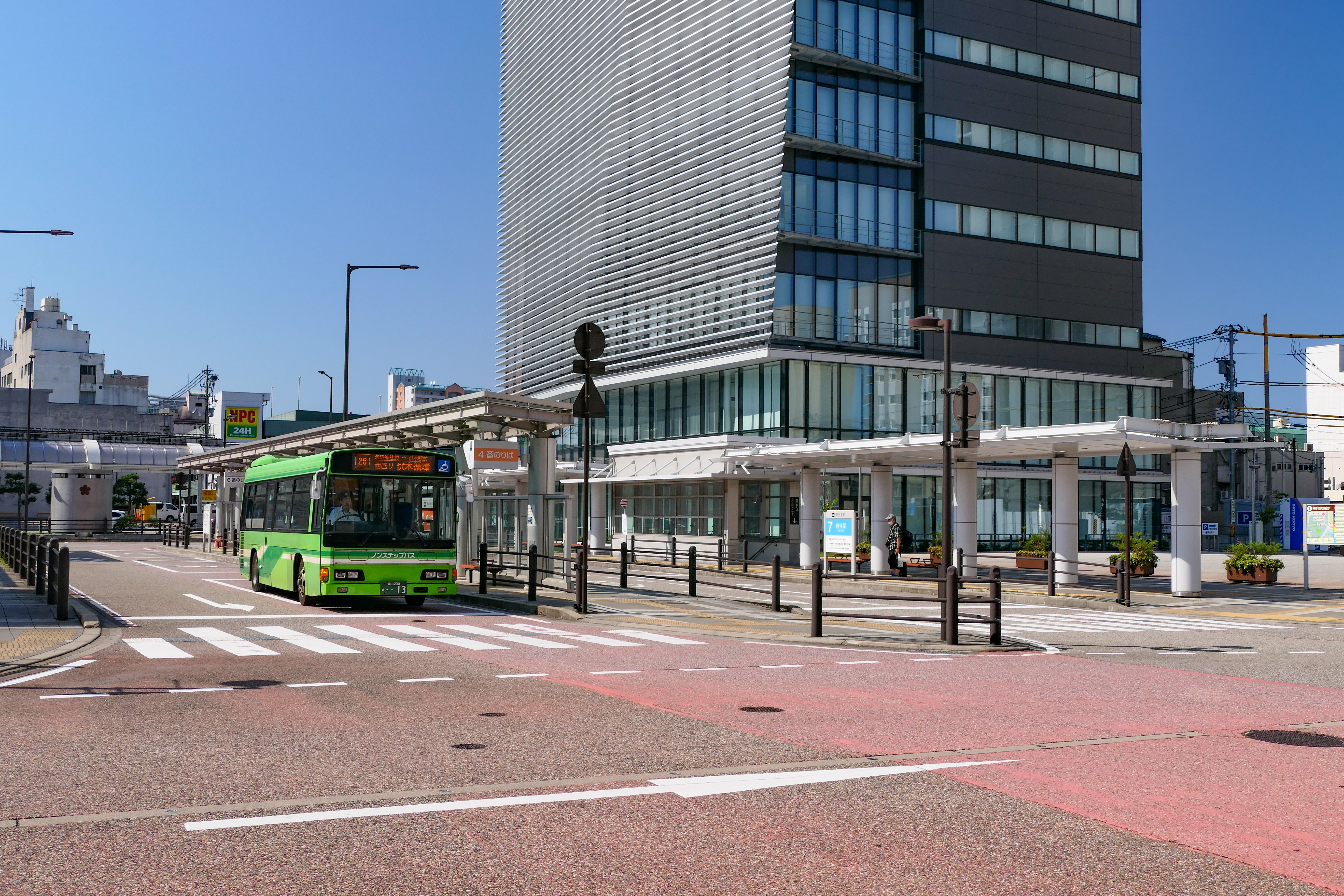
古城公園口（北口）バス乗り場（2023年6月）
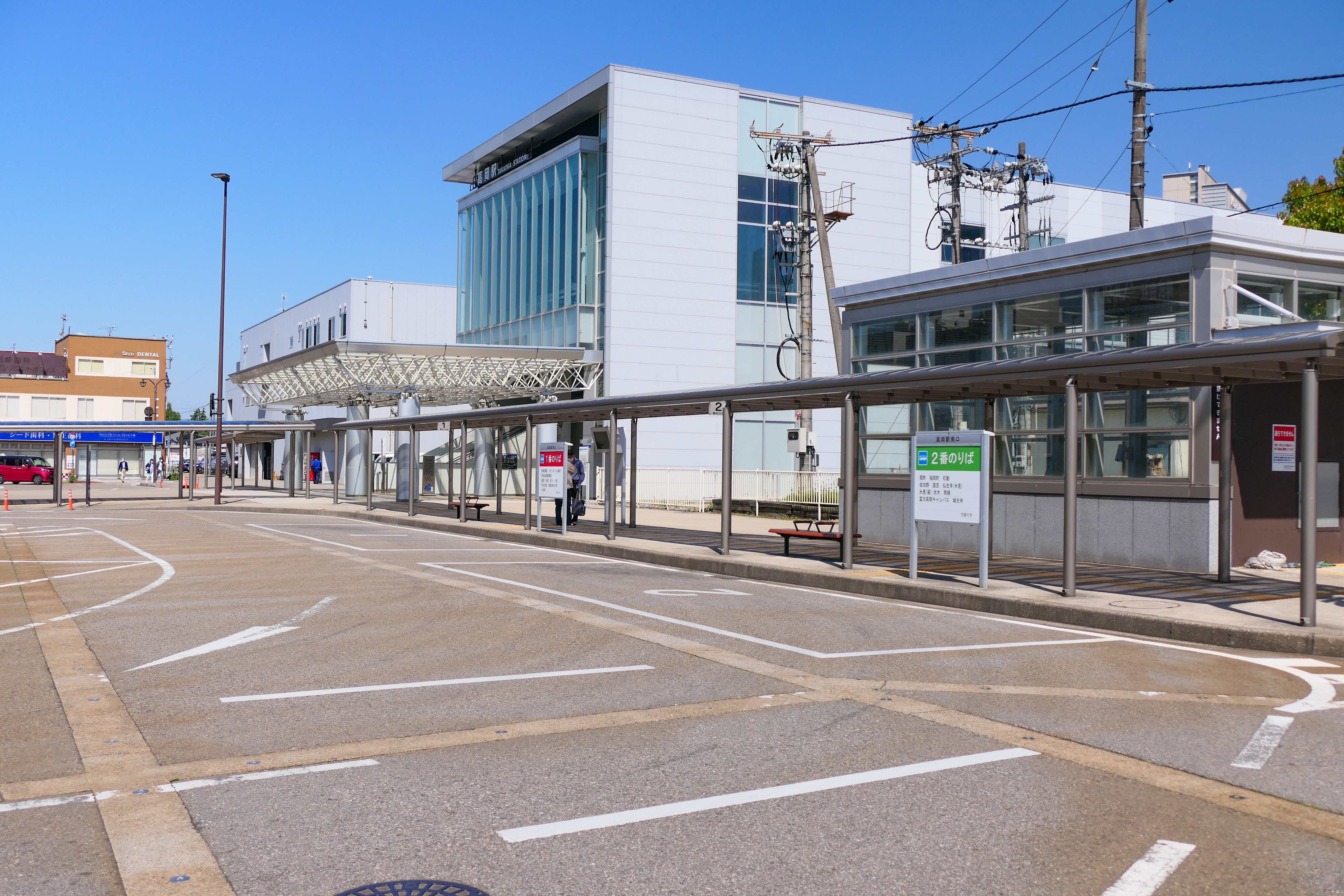
瑞龍寺口（南口）バス乗り場（2022年5月）

## 隣の駅
※あいの風とやま鉄道線の「あいの風ライナー」（平日のみ運転）、JR西日本の観光列車「ベル・モンターニュ・エ・メール」の隣の停車駅は、各列車記事を参照のこと。
あいの風とやま鉄道
■あいの風とやま鉄道線
高岡やぶなみ駅 - 高岡駅 - 越中大門駅
西日本旅客鉄道（JR西日本）
■城端線
高岡駅 - 新高岡駅
■氷見線
高岡駅 - 越中中川駅
万葉線
■万葉線（高岡軌道線）
高岡駅停留場 - 末広町停留場